# Эдвард Каллен
Э́двард Ка́ллен (англ. Edward Cullen), полное имя Эдвард Э́нтони Мэ́йсон Каллен (англ. Edward Anthony Masen Cullen) — один из главных героев серии романов «Сумерки» американской писательницы Стефани Майер. 
Эдвард — вампир, но он питается не человеческой кровью, а кровью животных. Он бессмертен, невероятно силён, быстр и обладает исключительными зрением, слухом и обонянием. Стефани начала писать книгу «Солнце полуночи», сюжет в которой такой же, что и в первой книге — «Сумерках», — но повествование ведётся от лица Эдварда. Но из-за утечки первых двенадцати глав книги в интернет Майер отложила дописывание книги на неопределённый срок.
Роль Эдварда в фильме «Сумерки» исполнил британский актёр Роберт Паттинсон.

## Описание персонажа

### Прошлое
Эдвард родился в 1901 году в Чикаго в штате Иллинойс под именем Эдвард Энтони Мэйсен (англ. Edward Anthony Masen). В семнадцать лет он смертельно заболел испанским гриппом (испанкой). Карлайл Каллен нашёл его и его родителей в больнице. Отец — Эдвард-старший — умер в первой волне гриппа, но мать, Элизабет Мэйсен, долго держалась, а перед смертью уговорила Карлайла сделать всё возможное для спасения её сына. 
Эдвард стал первым вампиром, которого создал Карлайл, и его приемным сыном. Это произошло в 1918 году. Карлайл не был обычным вампиром, так как питался исключительно кровью животных, и пытался сделать «вегетарианцем» и Эдварда. Спустя 10 лет Эдвард взбунтовался и сбежал от отца и его новообращённой жены Эсми. С 1927 по 1931 год он жил один, отступив от канонов «вегетарианства», и питался человеческой кровью. Пользуясь своей способностью читать мысли, он находил и убивал маньяков и убийц, считая, что тем самым спасает невинных людей, но потом осознал, что убийству не может быть оправдания, и вернулся к приемному отцу. 

### «Сумерки»
В средней школе Форкса, где Эдварда оставили на девяносто второй год, он встречает девушку по имени Изабелла Свон, мысли которой он прочитать не может. Запах Беллы (которую тут же посадили с ним на уроке биологии) буквально сводил вампира с ума, провоцируя на нападение. Ценой невероятных усилий и постоянного самоконтроля Эдвард сумел преодолеть свой основной инстинкт — жажду крови, особенно сильно провоцируемую Беллой. 
Позже он узнает, что её необычная способность — притягивать опасность. Эдвард то и дело спасает Беллу. Защитив её от хулиганов в Порт-Анжелесе, он отводит девушку в ресторан и признаётся, что умеет читать мысли. Белла догадывается, что Эдвард вампир. Тем не менее, она говорит, что для неё это не имеет значения, и они признаются друг другу в любви. Затем Эдвард и Белла начинают встречаться. Однажды на территорию Калленов заходят вампиры-кочевники, не соблюдающие «вегетарианскую диету». Один из них, Джеймс, вампир-ищейка (ищейки умеют по запаху крови находить жертву на больших расстояниях) начинает охоту за Беллой. Эдвард пытается спрятать её, но тщетно — Джеймс хитростью заманивает Беллу в ловушку. Каллены успевают прийти на помощь и убивают Джеймса, успевшего укусить Беллу, а Эдвард спасает жизнь своей возлюбленной, ради чего ему приходится попробовать её кровь.

### «Новолуние»
Празднуя свой день рождения дома у Калленов и распаковывая подарки, Белла нечаянно ранит палец, и Джаспер, позже всех Калленов ставший «вегетарианцем» брат Эдварда, пытается напасть на неё. Эдвард решает расстаться с Беллой ради безопасности девушки, солгав, что разлюбил её. Семейство Калленов уезжает из Форкса, а Эдвард безуспешно охотится на Викторию, подругу убитого в «Сумерках» Джеймса, жаждущую отомстить за смерть возлюбленного. Белла очень страдает и старается вернуться к нормальной жизни с помощью своего друга детства, Джейкоба Блэка, который впоследствии оказывается оборотнем. Между ними возникает сильная духовная связь. Белла начинает мысленно слышать голос Эдварда в моменты опасности. 
Однажды, в стремлении его услышать, она умышленно прыгает с высокого утёса в воду и в итоге едва не погибает, но на помощь приходит Джейкоб. Сестра Эдварда, Элис, видит этот прыжок и думает, что Белла совершила самоубийство. Эдвард узнаёт от другой своей сестры, Розали, что Белла мертва, и уезжает в Италию, чтобы просить проживающий там вампирский клан Вольтури о смерти. Когда ему в этом отказывают, он решает публично выйти на солнце, за что Вольтури, без сомнения, казнят его. Элис, желающая остановить брата, вовремя привозит Беллу в Италию. Эдвард видит, что девушка жива, и отказывается от самоубийства, признаваясь, что всё ещё любит её. После разговора с Вольтури, которые вынуждают их обещать превратить Беллу в вампира, Эдвард, Белла и Элис возвращаются в Форкс.

### «Затмение»
Белла пытается поддерживать с Джейкобом дружеские отношения, хотя Эдвард считает это опасным. Джейкоб категорически против того, чтобы Белла становилась вампиром. Внезапно появляется Виктория, желающая отомстить за своего погибшего партнера Джеймса. Для того, чтобы убить Беллу, она создаёт отряд новообращенных вампиров. Чтобы спасти Беллу, Каллены решают на время объединиться с оборотнями.
За сутки до боя Эдвард делает Белле предложение, которое та принимает. Перед боем Джейкоб узнает об этом и, чтобы расстроить их свадьбу, начинает активно давить Белле на жалость и мнимое чувство вины перед ним. Уходя на битву с новообращенными, Джейк говорит Белле, что если будет возможность, он лучше погибнет, чем вернется снова, а Белла просит его остаться, беспокоясь за него. Джейк требует, чтобы Белла доказала это, и тогда она позволяет ему поцеловать себя. Во время поцелуя она понимает, что любит Джейкоба, но вовсе не так, как Эдварда, хотя и больше, чем просто друга. Но даже после поцелуя Джейкоб всё равно уходит на битву.
В итоге отряд новообращённых разбит наголову, Виктория погибает в схватке с Эдвардом, а между вампирами-«вегетерианцами» и оборотнями устанавливается прочный мир. Эдвард не держит на Беллу зла за её поцелуй с Джейкобом. Белла вновь подтверждает своё решение стать вампиром, чтобы всегда быть вместе с Эдвардом.

### «Рассвет»
В заключительной части саги, Эдвард и Белла становятся мужем и женой, после чего уезжают на медовый месяц, где по прошествии нескольких недель Белла узнает, что беременна. Ребёнок развивается чрезвычайно быстро и этим убивает тело матери, однако Белла уже любит своё дитя,и всё равно решает родить.Первоначально Эдвард тоже против, но затем слышит мысли девочки. Полюбив её,он начинает искать способ спасти Беллу. Роды оказываются настолько тяжелы, что единственный способ спасти Белле жизнь — это превратить в бессмертного вампира. Эдвард отравляет её своим ядом, вкалывая шприц прямо в сердце. Белла становится вампиром и получает весьма сильный дар — так называемый «щит», блокирующий воздействие даров других вампиров. Её с Эдвардом дочь Ренесми, полувампир-получеловек, тоже обладает даром, в некоторой степени противоположным дарам её родителей — Эдварда (он может на расстоянии читать мысли любого, а Ренесми путём прикосновения может показывать кому-либо свои мысли) и Беллы (через её щит никто не может пробиться,а от дара Ренесми никто не может закрыться). Оборотни хотят убить Беллу, потому что, по их мнению, ребёнок является монстром,но Джейкоб не хочет этого делать и уходит из стаи. Позже к нему присоединяются Сет и Лия.
Однако Вольтури получают ложную информацию о том, что Каллены обратили ребёнка, создали бессмертного младенца, что является в мире вампиров строжайшим табу, нарушение которого карается смертью, в частности, потому, что младенцы-вампиры неуправляемы. Вольтури отправляются в Форкс, чтобы убить Ренесми и заодно наказать сильнейший, с их точки зрения, клан — семейство Калленов, — который мог угрожать их господству. Карлайл, глава семейства Калленов, начинает собирать друзей-вампиров со всего света, чтобы они подтвердили безопасность Ренесми. В конечном итоге Вольтури приходится выслушать историю Ренесми, и они отступают, потому что Элис вовремя находит ещё одного полувампира, не представляющего опасности...

## Внешность и характер
Обычно у вампиров красные радужные оболочки, так как они пьют человеческую кровь, но семейство Калленов питается кровью животных, поэтому радужная оболочка у Эдварда желтая. В зависимости от степени жажды глаза темнеют или светлеют. Кожа Эдварда, как и у любого другого вампира, мертвенно бледная и очень холодная, поэтому он никогда не прикасается к людям. Его кожа светится при солнечном свете. У него очень приятный для человека запах, что, как и красота, дано всем вампирам для привлечения их жертв. В книгах он показан, в основном, глазами Беллы, которая считает его внешность идеальной, сравнивая с героем греческих мифов Адонисом, и восхищается его голосом. Известно, что у него высокие скулы, прямой нос, тонкие, чётко очерченные губы и красивый подбородок. Его волосы бронзового цвета, они слегка волнистые и всегда взъерошенные.
Эдвард производит впечатление воспитанного молодого человека: его речь всегда правильна, поведение — галантно. Карлайл сделал Эдварда «вегетарианцем», как и остальных членов семьи. В нём сочетаются повадки монстра и готовность к самопожертвованию, ум, доброжелательность, сила воли, умение контролировать ситуацию и самого себя, если это необходимо. Он любит риск, опасность, скорость. Главная страсть Эдварда — любовь к высоким скоростям, именно поэтому у него машины дорогих марок — «на каждый день» (Volvo) и «для особых случаев» (Aston Martin Vanquish). Эдвард много читает, хорошо, даже отлично учится, любит музыку. Карлайл и Эсми подарили ему великолепный рояль, за которым юноша проводит много времени, если это удается. Он сам сочиняет музыку и накладывает её на стихи собственного сочинения.

## Способности
Эдвард, как и любой другой вампир, обладает бессмертием, невероятной силой, идеальным зрением, исключительным слухом и чутким обонянием, бегает и передвигается быстрее остальных вампиров. Когда на него попадает луч солнца, то его кожа, как и кожа других вампиров, светится, как будто её посыпали алмазной крошкой.
Помимо этого, он обладает даром, которого не было у других вампиров. Он может читать мысли всех живых существ на расстоянии трех миль, кроме одного исключения — Беллы. Также он с трудом читает мысли её отца — Чарли Свона. Эдвард может подслушивать чужие разговоры на расстоянии, чем вызывает лёгкое недовольство Беллы. Карлайл считает, что Эдвард в ипостаси человека был весьма проницателен.

## Отзывы и критика
Ларри Кэррол, обозреватель MTV, назвал историю Эдварда и Беллы «эпическим любовным романом для целого поколения». Со времени выхода первой книги «Сумерек» вокруг Эдварда сложился целый фанатский культ с миллионами почитателей (в особенности, девушек) по всему миру.
Однако, несмотря на тот факт, что этот персонаж был прекрасно принят читательской аудиторией и стал объектом «девичьей одержимости», появилось несколько критических отзывов с отрицательной оценкой образа Эдварда, в частности, из-за его сексизма. Рецензент National Review Online сочла его поведение психически неуравновешенным и «хищническим», вспоминая, в частности, сцены, где он следит за Беллой по ночам, игнорирует её мнение, ограничивает в выборе друзей и вынуждает лгать отцу. 
В журнале Blast Magazine отношения между Беллой и Эдвардом были также подвергнуты критике как излишне романтизированные и нездоровые:
Эдвард заходит так далеко, что вынимает мотор из автомобиля Беллы, чтобы помешать ей увидеться с другом, Джейкобом, и даже просит свою «сестру»-вампиршу похитить Беллу на выходной. Белла… списывает это варварство на чрезмерную заботливость и считает, что он «делает это, потому что любит меня». Честное слово, читатель, меня замутило во время чтения, несмотря на так называемые благие намерения Эдварда (которыми всегда вымощена дорога в ад, как вы помните). Майер не только погружает своих героев в очевидно нездоровые — даже жестокие — отношения, но она романтизирует и идеализирует их…

## Художественный образ в романах
Художественный образ Эдварда очерчен автором в традициях романтизма: каждая черта его портрета гротескно гиперболизирована. Главный герой серии романов предстаёт чудесным пианистом, лучшим в своей семье, а также наиболее начитанным и бегло говорящим на множестве языков (англ. I'm the best musician in the family, besides Carlisle – I've read the most books, studied the most sciences, become fluent in the most languages...). 